# Alex Dimitrios
Alex Dimitrios é um personagem do filme 007 Cassino Royale (2006), baseado no livro de Ian Fleming, da série cinematográfica de James Bond. Ele foi criado para o filme, não existindo no livro original do escritor britânico.

## Características
Dimitrios é um terrorista contratado por Le Chiffre, o vilão da obra, para explodir o protótipo do novo avião Skyfleet S570. Ele usa seus contatos no submundo do terror para fazê-lo através de outros executores contratados, que falham graças a James Bond. Vive numa mansão nas Bahamas e é casado com Solange, a quem dá uma vida luxuosa mas não demonstra ter qualquer afinidade ou respeito. Arrogante, perde para Bond na mesa de jogo e é morto pelo agente 007.

## No filme
Dimitrios é descoberto por Bond depois da decodificação da mensagem no celular de Mollaka, um de seus contratados, morto por Bond em Madagascar. Localizado pelo MI-6 nas Bahamas, Bond descobre onde ele vive na ilha e conhece sua mulher, Solange, que cavalga um belo cavalo branco pela praia. À noite, no cassino, Bond senta numa mesa de pôquer onde estão Dimitrios e outros jogadores. O jogo continua até que Solange aparece mas é maltratada pelo marido na frente dos outros que reclama de seu atraso. Num certo momento, Dimitrios, que perdia no jogo, consegue uma boa mão e resolve fazer uma aposta alta mas é advertido pelo croupier que a aposta máxima ali é de US$20.000; ele então decide apostar seu carro, um Aston Martin DB5, confiante de que não pode perder com sua mão de três reis; Bond aceita a aposta e o derrota com três ases, fazendo Dimitrios perder o carro. 
Depois do jogo, Dimitrios vai ao iate de Le Chiffre receber instruções enquanto Bond, que deu uma carona a Solange na saída do cassino – ela se dirigiu ao carro parado na porta sem saber que Bond estava no volante, pois o havia ganho – faz amor com a mulher na villa onde se hospedou, para conseguir mais informações sobre Alex. Dimitrios telefona para o celular da esposa dizendo que vai para Miami àquela noite e Bond, depois de ir para a cama com Solange, vai atrás do terrorista; em Miami, na preparação do plano para explodir o novo avião Skyfleet S570 no Aeroporto Internacional de Miami, ele é enfrentado por Bond numa luta com faca e acaba morto, esfaqueado por 007 que deixa seu corpo sentado ereto numa cadeira.